# 日の名残り (SARD UNDERGROUNDのアルバム)
『日の名残り』（ひのなごり）は、SARD UNDERGROUNDの1枚目のミニ・アルバム。2022年9月14日にGIZA studioより発売された。規格品番はGZCA-5313。

## 概要
- 本作には、ZARDの「You and me（and…）」や、坂井泉水がBarbierに歌詞を提供した「クリスマス タイム」のカバーなどの全7曲が収録されている[2]。
- 「擦り傷だらけの純情」「恋が待ち伏せしてた午後」は、テレビアニメ『おかしなさばくのスナとマヌ』の主題歌に使用された[3]。
- 『空っぽの心』はテレビアニメ『名探偵コナン』エンディングテーマの主題歌に使用された[4]。
- このアルバムに関して神野は、「夏の曲や冬の曲などいろいろな季節が入っていますし、今までにない新たなチャレンジもありましたが、全体的には私たちらしい温かなアルバムになったと思います」と今作の手ごたえを語った[3]。
- 杉岡は以前のアルバムで、「それぞれ性格が違う3人の個性が混ざることで、私たちだけの色が出せると思う」と語っていたが、「私的には、私たちの歌って爽やかでカラフルなイメージがあったのですが、今回のアルバムで、喜びや悲しみ、寂しさ、怒りといった感情を表現してみたことで改めて、SARD UNDERGRONDとしてもっと表現する幅を広げていきたいと思いました」今回のアルバムを制作したことでその手応えをつかんだ[3]。

## 収録曲
| #  | タイトル                             | 作詞     | 作曲               | 編曲                |
| -- | ------------------------------------ | -------- | ------------------ | ------------------- |
| 1. | 「花火よ燃え尽きて海に舞い上がれ！」 | 神野友亜 | 小澤正澄           | 鶴澤夢人 / 長戸大幸 |
| 2. | 「擦り傷だらけの純情」               | 神野友亜 | 小澤正澄           | 鶴澤夢人 / 長戸大幸 |
| 3. | 「空っぽの心」                       | 神野友亜 | 小澤正澄           | 鶴澤夢人 / 長戸大幸 |
| 4. | 「恋が待ち伏せしてた午後」           | 神野友亜 | 藤中友哉 / Chris   | 鶴澤夢人 / 長戸大幸 |
| 5. | 「You and me（and…）」               | 坂井泉水 | 織田哲郎           | 麻井寛史            |
| 6. | 「クリスマス ケーキ」                | 神野友亜 | 大野愛果           | 鈴木和哉            |
| 7. | 「クリスマス タイム」                | 坂井泉水 | 栗林誠一郎 / Chris | 麻井寛史            |

| #  | タイトル                                        | 作詞 | 作曲・編曲 |
| -- | ----------------------------------------------- | ---- | ---------- |
| 1. | 「空っぽの心」(Music Video)                     |      |            |
| 2. | 「Making of「空っぽの心」Music Video Shooting」 |      |            |

## 楽曲概要
1. 花火よ燃え尽きて海に舞い上がれ！
  - この曲に関して神野は、「1曲目の『花火よ燃え尽きて海に舞い上がれ！』は最初、メロディーを聴いて全然違う雰囲気の歌詞を書いていたんです。でも、長戸大幸プロデューサーに「もっと怒りをぶつけたような歌詞にしてほしい」と言われて、このタイトルを提示されました。確かに“怒り”のほうがメロディーにハマるなと思ったので、タイトルからイメージを膨らませて、男性目線で書き上げました」[3]と制作時のエピソードを明かしている。
  - この曲に関して杉岡は、「『花火よ燃え尽きて海に舞い上がれ！』のような怒りの感情がこもったインパクトのある曲も初の試みだったので、今までと違ったSARD UNDERGROUNDがお見せできたんじゃないかな。ファンのみなさんがどんな反応をしてくださるのか、すごく楽しみです」[3]とコメントしている。
2. 擦り傷だらけの純情
  - テレビ愛知系アニメ『おかしなさばくのスナとマヌ』主題歌（第27話 ～ 第39話）
  - この曲に関して神野は、「こちらは女性目線のちょっとマイルドな怒り」と茶目っ気たっぷりに表現している[3]。
3. 空っぽの心
  - 4thシングル。
  - 日本テレビ･読売テレビ系アニメ『名探偵コナン』エンディングテーマ（2022年4月16日 - 9月24日）。
4. 恋が待ち伏せしてた午後
  - テレビ愛知系アニメ『おかしなさばくのスナとマヌ』主題歌（第40話 ～ 第50話）
  - この曲に関して神野は、「主題歌で使われていたのはサビの部分だけでしたので、そこからフルバージョンにするためにどう世界観を作っていくか、すごく悩みました」[3]と制作時のエピソードを明かしている。
  - 坂本は、「私はこの曲が大好きで、最近もずっと聴いている」[3]とコメントしている。
  - 杉岡は、「友亜ちゃんのボーカルが可愛らしくて気に入っている」[3]と大絶賛している。
5. You and me（and…）
  - ZARDの4作目のオリジナルアルバム『揺れる想い』収録曲。
6. クリスマス ケーキ
  - この曲に関して神野は、「どうストーリーを広げようか、すごく悩みました」[3]と制作時のエピソードを明かしている。
  - この曲に関して杉岡は、「“クリスマスケーキ”というお題でどんな世界を描くのか全く想像ができなかったので、とても楽しみにしていたんですけど、ホイップクリームだけの真っ白なクリスマスケーキから物語が膨らんでいき、悲しみや寂しさ、そして希望も感じられる歌詞になっていて、やっぱり友亜ちゃんはスゴイなって思いました。」[3]とコメントしている。
7. クリスマス タイム
  - 栗林誠一郎がBarbier（バルビエ）名義でリリースしたシングルの表題曲で坂井が歌詞提供した。坂井によるZARDとしてのセルフカバーが、ZARDのセレクションアルバム『ZARD BLEND II〜LEAF & SNOW〜』に収録されている。
  - この曲に関して神野は、「今回、私たちのオリジナルのクリスマスソングを作ろうという話になったので、ずっとカバーしたいと思っていた『クリスマス タイム』を一緒に入れることになり、結果、クリスマスソングが2曲になりました」[3]とコメントしている。